# Jauría

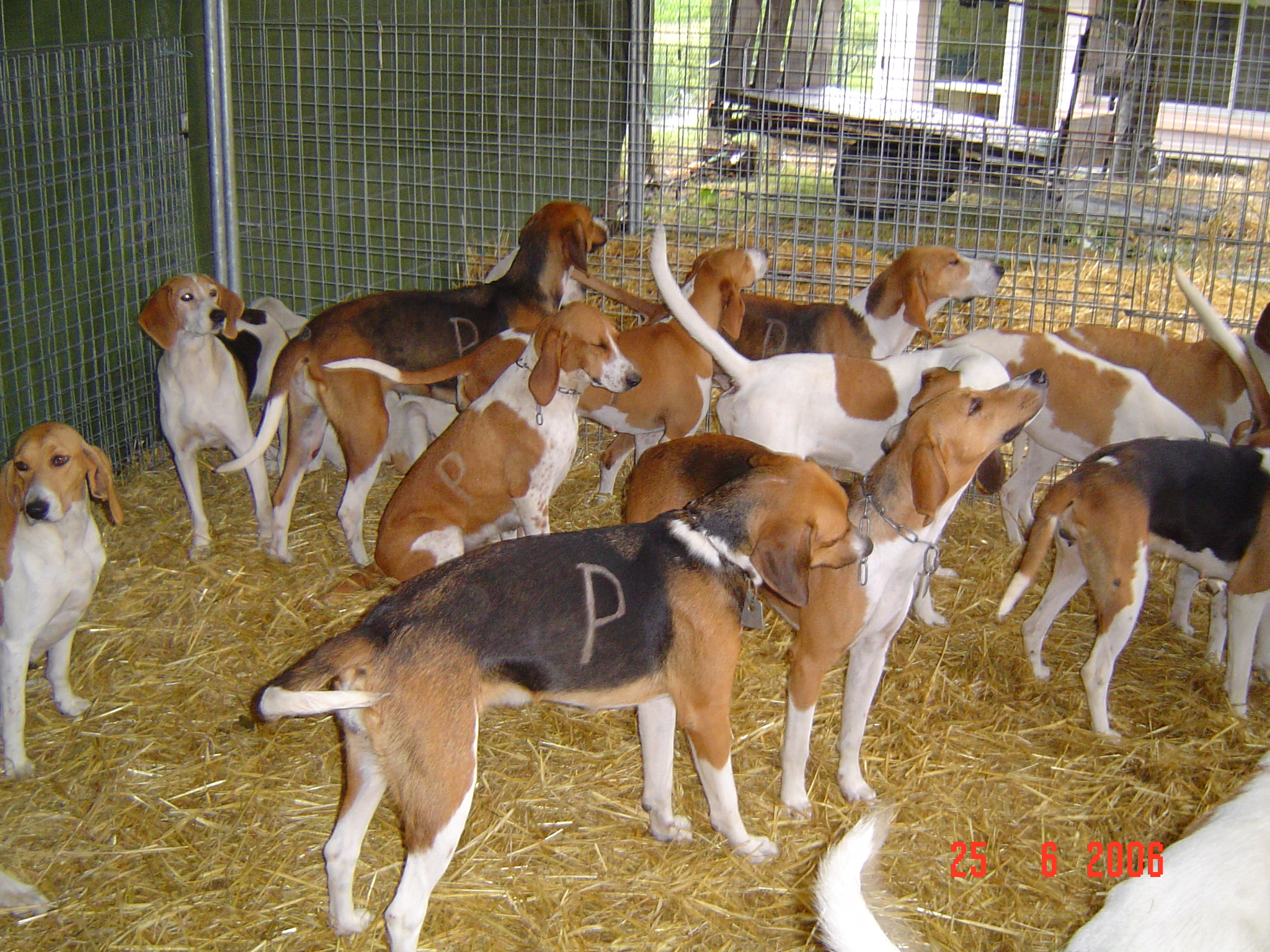
Una jauría para caza menor, en Francia.

Una jauría es un equipo de caninos utilizado para la caza. Puede tratarse de jaurías de caza menor, dedicadas generalmente al conejo, la liebre o el zorro, o bien jaurías de caza mayor, dedicadas por lo general al corzo, el ciervo o el jabalí.
Usualmente, se denomina con el nombre de jauría al equipo de cánidos dedicado a la caza. El número de componentes de una jauría puede variar desde cuatro miembros hasta más de sesenta. Generalmente, las jaurías para la caza con armas de fuego están compuestas por entre cuatro y diez perros, mientras que las jaurías para la caza a la carrera están compuestas por un número mucho mayor.
La misión de una jauría de sabuesos es descifrar el rastro de olor dejado por un animal durante sus correrías nocturnas, hasta dar con el lugar donde se encuentra durmiendo durante el día, hacerlo saltar y perseguirlo hasta que es abatido por un cazador, en el caso de la caza con armas de fuego o hasta que, extenuado tras una carrera de varias horas, el animal se rinde a los perros, caso de la caza a la carrera.
Este tipo de caza da muchas oportunidades a la presa, que, con triquiñuelas, frecuentemente despista a los perros que la persiguen. Durante toda la persecución los perros han de ir ladrando mientras corren sobre el olor dejado por el animal que persiguen.[cita requerida]